# Бандера Богдан Андрійович
Богда́н Андрі́йович Банде́ра (псевдо «Лемко», 1919, с. Старий Угринів, нині Калуського району Івано-Франківської області — 11 березня 1944, с. Піски, Миколаївська область) — учасник українських національно-визвольних змагань, член ОУН. Син Андрія Бандери, брат лідера ОУН Степана Бандери.

## Життєпис
Навчався у Стрийській і Рогатинській імені Володимира Великого українських гімназіях у міжвоєнній Польщі.
З 1939 — в українському націоналістичному підпіллі.
В 1939 навчався у Львівському політехнічному інституті, під час возз'єднання західної України з УРСР втік до Кракова.
За іншими даними переховувався по селах Калуського і Стрийського повітів. Перейшовши нелегально кордон СРСР, майже рік навчався у Холмській українській гімназії.
Після проголошення Акту 30 червня 1941 повернувся до Львова.
У 1941 в місті Калуш Станіславської області за дорученням центрального «проводу» ОУН-бандерівців оголосив «маніфест» про створення Самостійної України і уряду Ярослава Стецька.
В 1943 керував Калуським окружним «проводом» ОУН. Мав прізвисько «Лемко».
У складі Похідних груп ОУН виряджений на терен України, що поступово звільнявся від сталінської влади. Займався налагодженням підпільної мережі ОУН у Херсонській та Миколаївській області Райхскомісаріату Україна. Мав псевдо «Богдан», займався поширенням пропаганди серед молоді.
Є версія, що в 1944 випадково застрелений військами Червоної Армії під час реокупації нею теренів Херсонщини.
За іншою версією навесні 1944 втік спочатку в західні області України, потім нібито в місто Відень і до 1963 проживав за кордоном.
За третьою — став жертвою зрадництва Петра Войновського в Миколаєві над Бугом.